# Vranduk

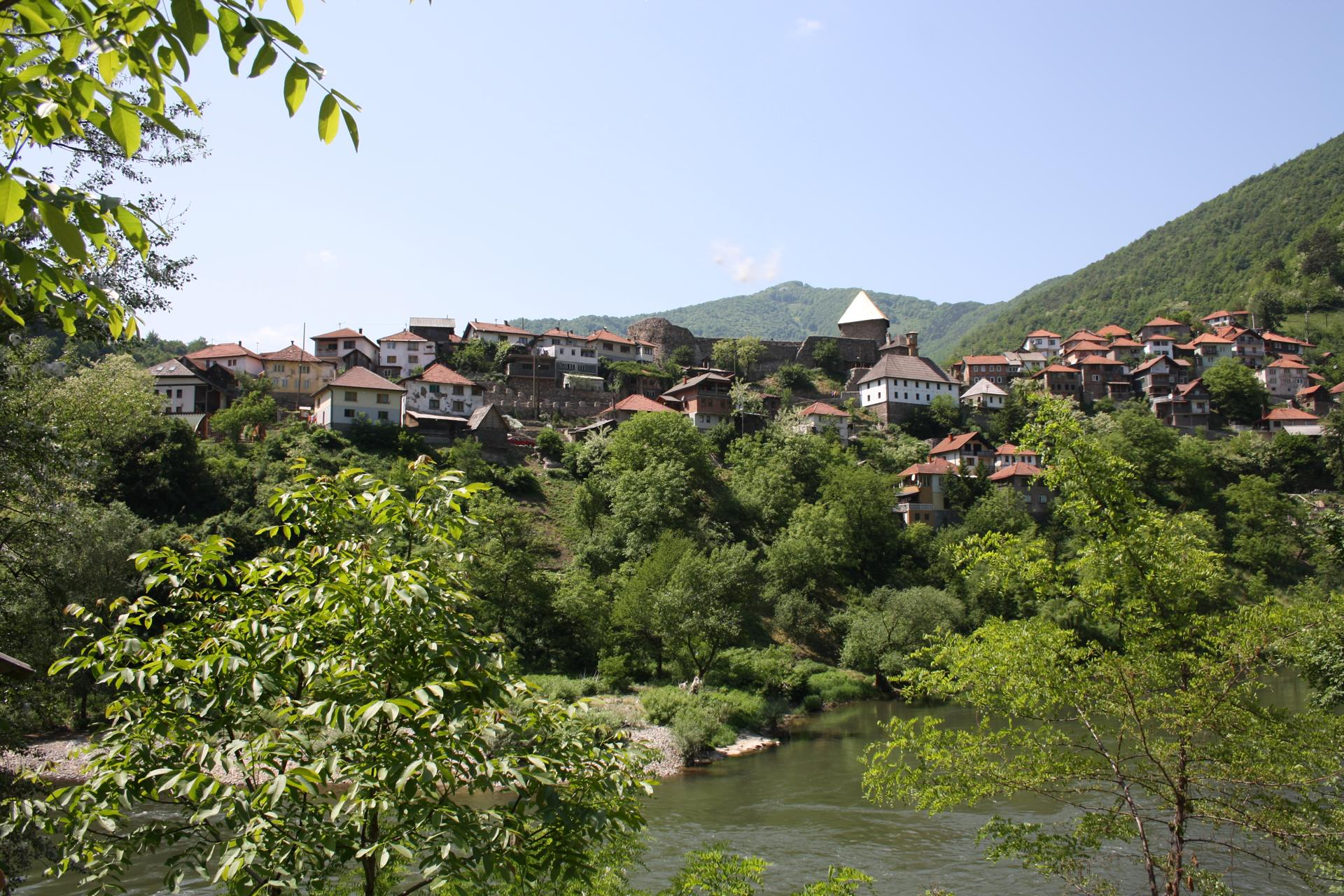
Blick vom Bosna-Ufer auf die Altstadt

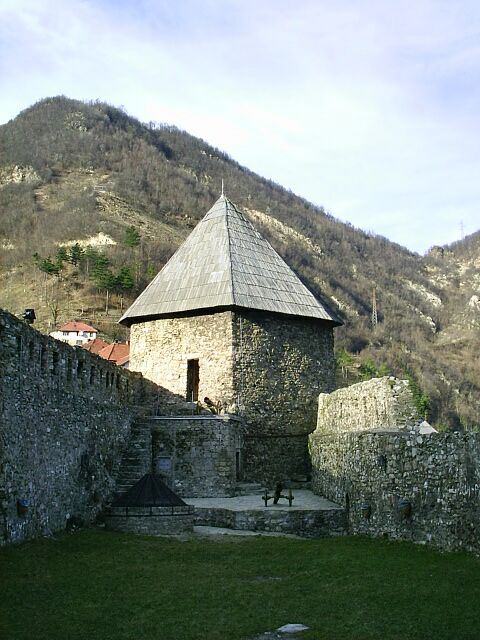
Festung Vranduk

Vranduk ist ein Dorf in Bosnien und Herzegowina. Es ist Teil der Stadt Zenica. Die Ortschaft liegt in Zentralbosnien, etwa 12 km nördlich von Zenica auf dem Weg nach Doboj, in einer Flussschleife der Bosna. Der Fluss ist in diesem Abschnitt besonders schmal und durchfließt eine schluchtartige Engstelle.
Die Altstadt des Ortes liegt auf einem Felsen oberhalb der Flussschlinge. Im Dorf befinden sich die Ruinen der mittelalterlichen Festung Vranduk.
Die Magistralstraße 17 sowie die Bahnstrecke Sarajevo–Šamac verlaufen in Tunneln am Ort vorbei.

## Geschichte
Der Name Vranduk wird erstmals 1410 in einem Dokument erwähnt, das sich heute in den Archiven von Dubrovnik befindet. Durch seine Lage war Vranduk von geostrategischer Bedeutung.